# Kitty Gordon
Pour les articles homonymes, voir Gordon.
Kitty Gordon (22 avril 1878 – 26 mai 1974) est une actrice britannique de théâtre et du cinéma muet.

## Biographie

### Carrière
Sa première apparition sur scène eut lieu au Princes Theatre à Bristol en 1901 lors d'une tournée d'une production de San Toy. Elle apparaît ensuite dans l'opéra comique La Duchesse de Dantzig de Ivan Caryll en 1903, et l'opérette Véronique d'André Messager en 1904. En 1909, elle s'installe à New York, où elle devient une habituée de la scène new-yorkaise.
Sa première apparition à l'écran date de 1916, dans As in a Looking Glass de Frank Crane. Au cours de trois années, elle jouera dans vingt-et-un films. Le 19 octobre 1911, elle a joué dans la première de la comédie musicale The Enchantress du compositeur Victor Herbert au New York Theatre. Elle a repris la scène à partir de 1919. Elle a également fait des apparitions pour la télévision.

### Vie privée
Kitty Gordon fut d'abord mariée à Maxwell James avec qui elle a eu une fille, Vera. Après sa mort, elle a épousé le directeur de théâtre Michael Levenston le 10 décembre 1903.
Levenston meurt le 29 mars 1904, moins de quatre mois plus tard. En octobre 1904, elle épouse Henry Beresford (1876-1924) puis en 1932, Ralph Ranlet.
Elle est morte dans une maison médicalisée à New York en 1974.

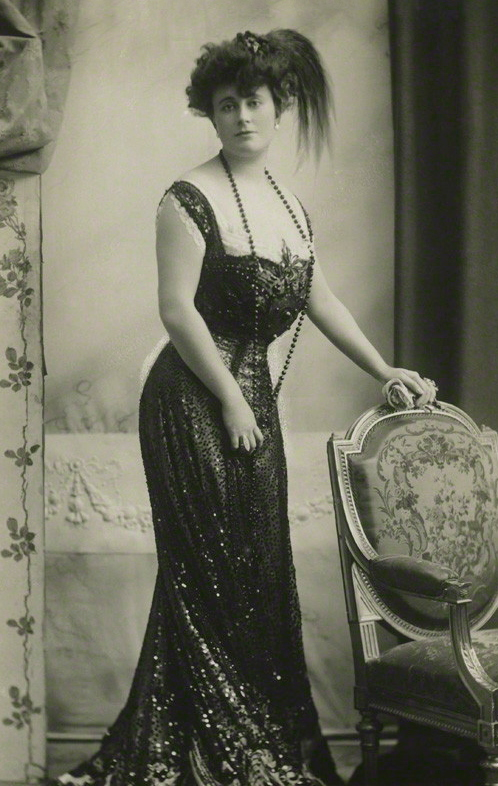
Kitty Gordon en 1908.

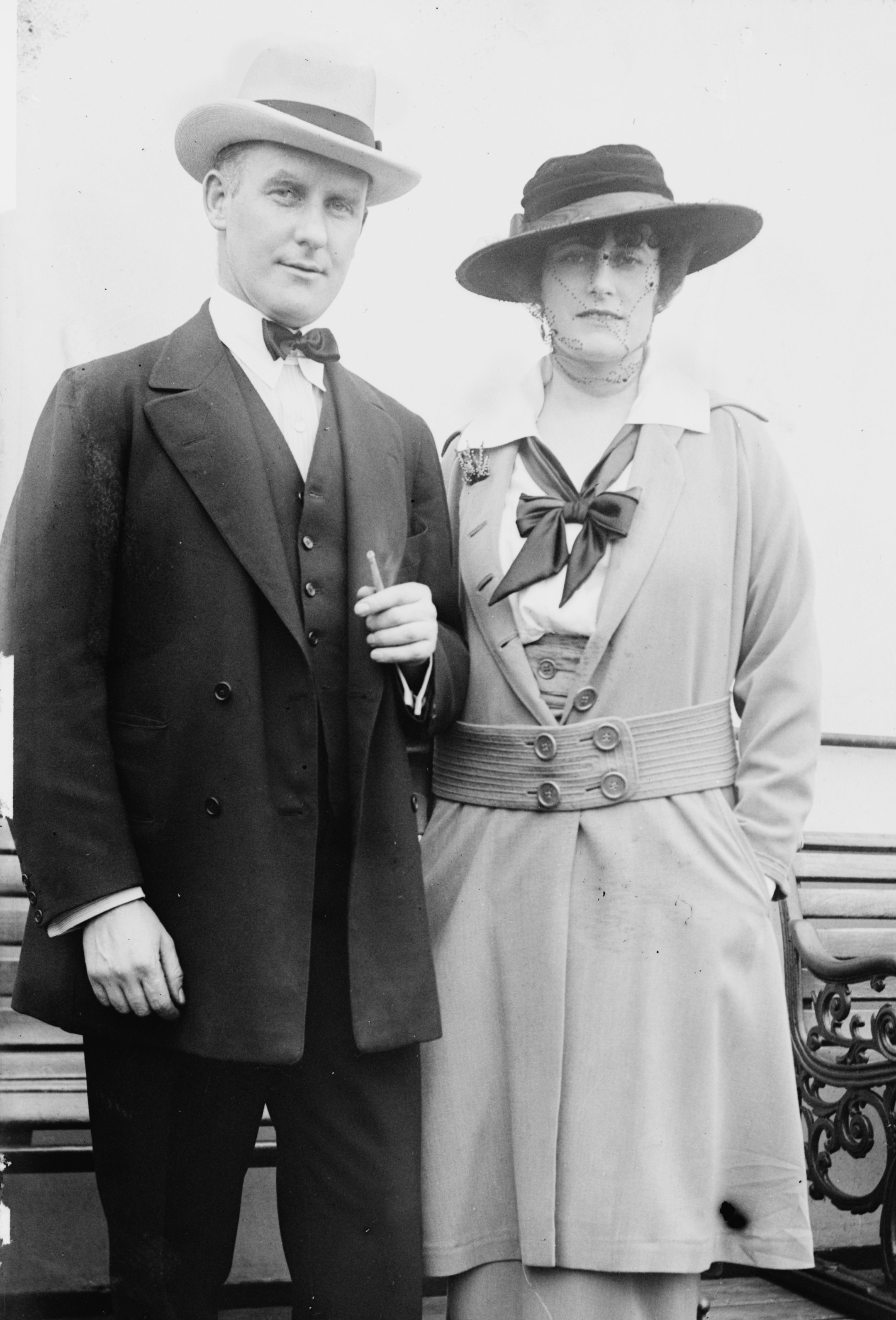
Kitty Gordon et son 3ème époux, le Capitaine Henry Beresford.

## Filmographie complète
- 1916 : As in a Looking Glass de Frank Crane : Lila Despard
- 1916 : Her Maternal Right de  John Ince et Robert Thornby : Nina Seabury
- 1916 : The Crucial Test de  John Ince et Robert Thornby : Thanya
- 1917 : Vera, the Medium de  G.M. Anderson : Vera
- 1917 : Forget Me Not d'Émile Chautard : Stefanie Paoli
- 1917 : Beloved Adventuress de William A. Brady : Juliette La Monde
- 1917 : Her Hour de George Cowl : Rita Castle
- 1917 : National Red Cross Pageant de William Christy Cabanne : Bruges
- 1917 : Diamonds and Pearls de George Archainbaud : Violetta D'Arcy
- 1918 : The Divine Sacrifice de George Archainbaud : Madeline Spencer
- 1918 : The Wasp de Lionel Belmore : Grace Culver
- 1918 : Le Démon de l'or (The Purple Lily) de Fred A. Kelsey : Marie Burguet
- 1918 : Stolen Orders de George Kelson et Harley Knoles : Felicia Gaveston
- 1918 : The Interloper de Oscar C. Apfel : Jane Cameron
- 1918 : Tinsel de Oscar Apfel : Princesse Sylvia Carzoni
- 1918 : Merely Players de Oscar Apfel : Nadine Trent
- 1919 : Adele de Wallace Worsley : Adele Bleneau
- 1919 : Mandarin's Gold de Oscar Apfel : Betty Cardon
- 1919 : The Unveiling Hand de Frank Crane : Margaret Ellis
- 1919 : The Scar de Frank Crane : Cora
- 1919 : Playthings of Passion de Wallace Worsley : Helen Rowland

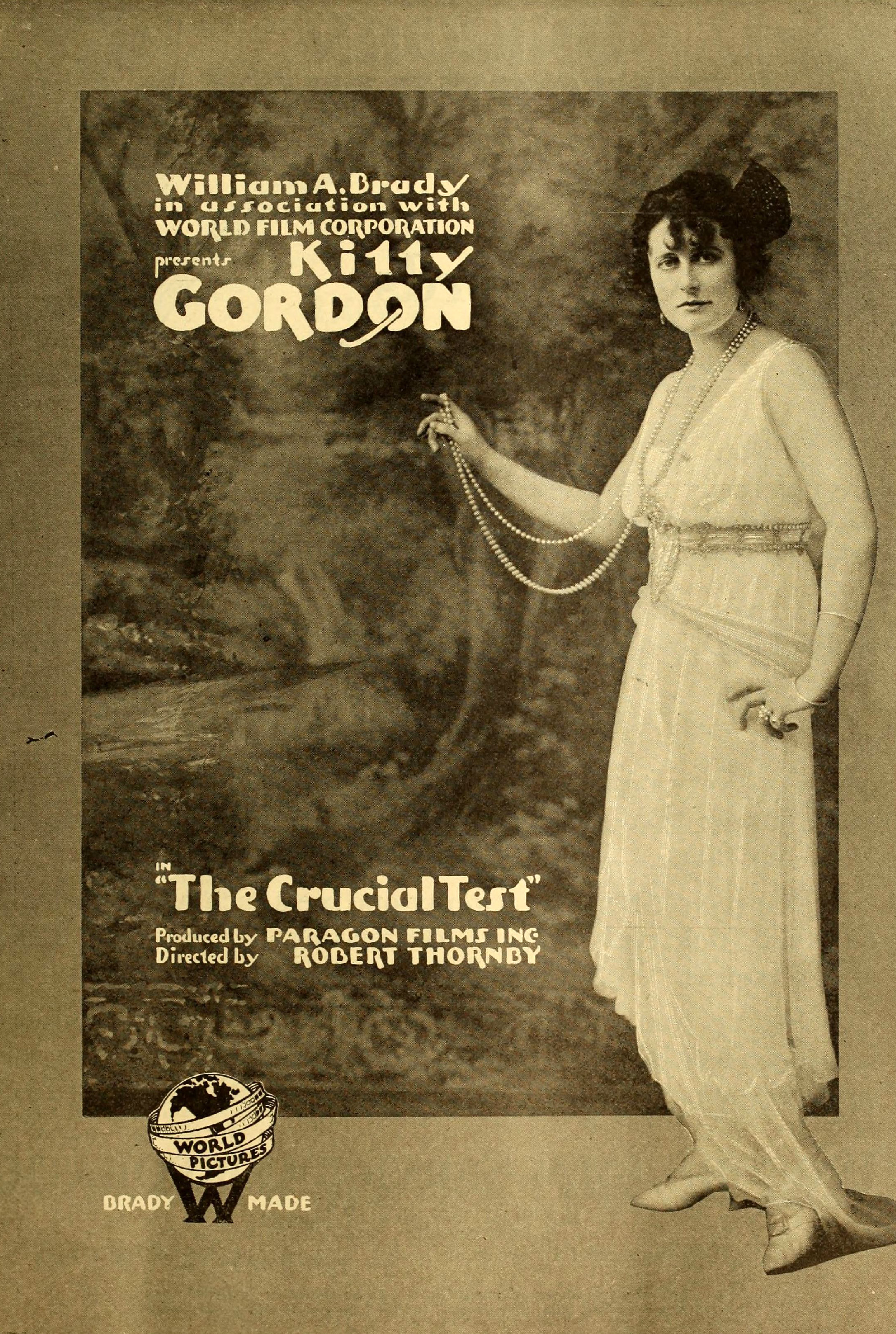
The Crucial Test (1916)
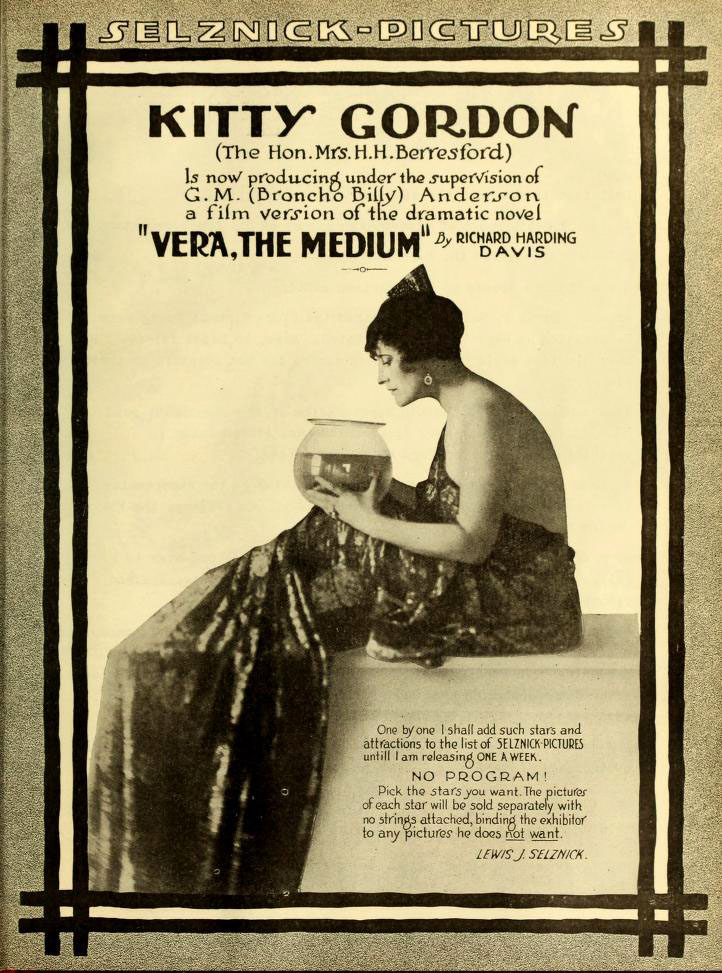
Vera the Medium (1916)
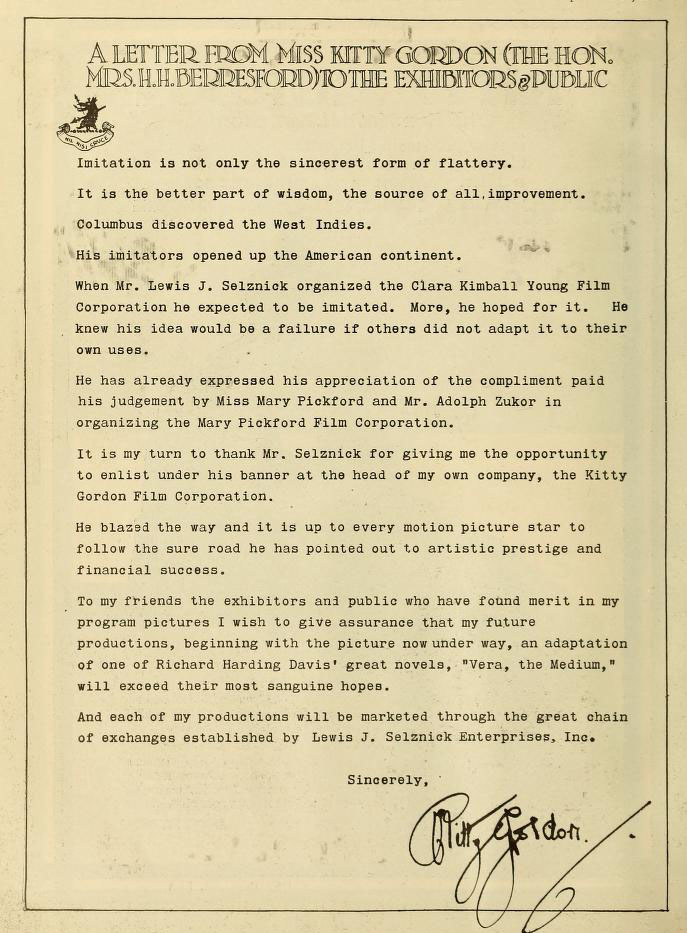
Advertisement (1916)
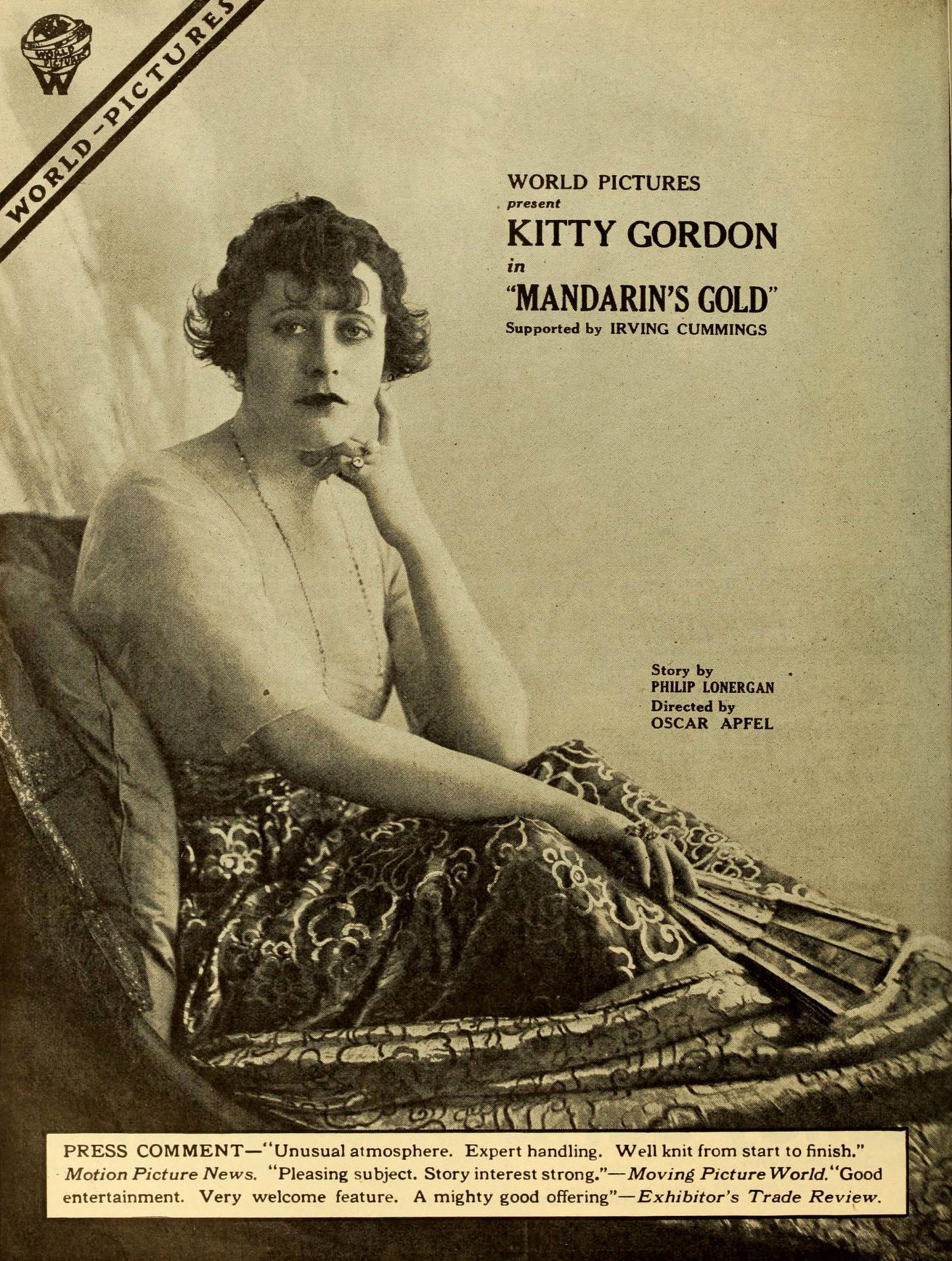
Mandarin's Gold (1919)